# Liste der Monuments historiques in Champigneulles-en-Bassigny
Die Liste der Monuments historiques in Champigneulles-en-Bassigny führt die Monuments historiques in der französischen Gemeinde Champigneulles-en-Bassigny auf.

## Liste der Objekte
| Bezeichnung                  | Beschreibung                                             | Standort                          | Kennzeichnung | Schutzstatus | Datum | Bild |
| ---------------------------- | -------------------------------------------------------- | --------------------------------- | ------------- | ------------ | ----- | ---- |
| Passionsretabel              | Stein, farbig gefasst, erste Hälfte des 16. Jahrhunderts | in der Kirche St-Thiébault (Lage) | PM52000224    | Classé       | 1977  |      |
| Skulptur Johannes der Täufer | mit Sockel; Holz, farbig gefasst, 18. Jahrhundert        | in der Kirche St-Thiébault (Lage) | PM52000225    | Classé       | 1977  |      |